# Замлынок
Замлынок (укр. Замлинок) — село в Здолбицкой сельской общине Ровненского района Ровненской области Украины.
До 2020 года входило в Здолбуновский район.
Население по переписи 2001 года составляло 27 человек. Почтовый индекс — 35740. Телефонный код — 3652. Код КОАТУУ — 5622683804.